# Yves Trudeau (sculpteur)
Pour les articles homonymes, voir Yves Trudeau et Trudeau.
 (juillet 2017).
Si vous disposez d'ouvrages ou d'articles de référence ou si vous connaissez des sites web de qualité traitant du thème abordé ici, merci de compléter l'article en donnant les références utiles à sa vérifiabilité et en les liant à la section « Notes et références ».
Joseph Roger Mario Yves Trudeau, né le 3 décembre 1930 à Montréal et mort le 18 décembre 2017 dans la même ville, est un sculpteur québécois, figure marquante dans la sculpture québécoise du XXe siècle.

## Biographie
Fils du comédien Armand Leguet (Trudeau) et de Berthe Bonhomme, Yves Trudeau est né à Montréal le 3 décembre 1930. Après ses études à l'École des beaux-arts de Montréal, il commence sa carrière dans les années 1950, se concentrant sur la sculpture sur bronze, pour ensuite poursuivre la sculpture « fer et bois » et le bronze. 
En 1960, il fonde l'Association des sculpteurs du Québec (aujourd'hui le Conseil de la sculpture du Québec), regroupement professionnel des sculpteurs québécois. Il réalise de nombreuses sculptures publiques de grande importance et participe à plusieurs expositions individuelles et en groupes à travers le Canada et en Europe.
Il meurt d'une crise cardiaque le 18 décembre 2017 à l'âge de 87 ans.

## Réalisations publiques principales

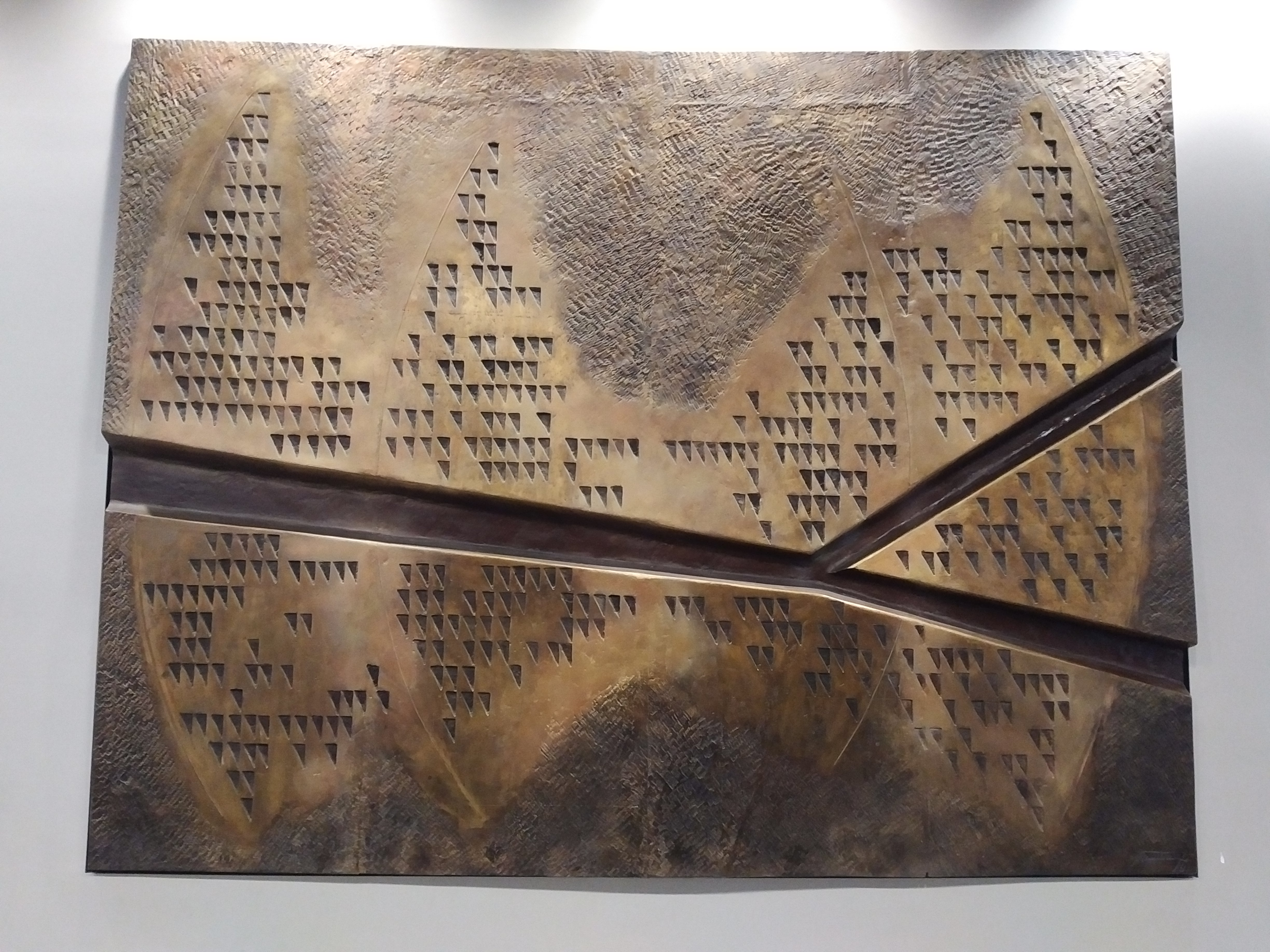
Yves Trudeau, Trans-Terre (1981). Bas-relief de bronze, Université Concordia. Commandé à l'origine pour le siège social de Téléglobe Canada, il symbolise le réseau mondial d'information et l'avènement de l'ère technologique.

| Année | Titre                           | Matière                          | Emplacement |
| ----- | ------------------------------- | -------------------------------- | --- |
| 1966  | Spacio-mobile #1                | Acier                            | Musée de Lachine, Lachine                                                                                       |
| 1966  | Vie intérieure                  | Bronze                           | Centre Notre-Dame de l'Enfant, Sherbrooke                                                                       |
| 1967  | Le phare du cosmos              | Acier peint, éléments cinétiques | Île Sainte-Hélène, Parc Jean-Drapeau, Montréal                                                                  |
| 1968  | Relief                          | Béton, marbre, céramique         | Département de neurologie, Centre hospitalier universitaire de Sherbrooke, Sherbrooke                           |
| 1968  | Relief                          | Bronze                           | Pavillon de l'Avenir, Centre de formation professionnelle de Rivière-du-Loup, Rivière-du-Loup                   |
| 1975  | Monument à Alphonse Desjardins  | Aluminium                        | Complexe Desjardins, Montréal (retirée)                                                                         |
| 1976  | Mur fermé et ouvert #19         | Acier peint                      | Musée d'art de Joliette, Joliette                                                                               |
| 1978  | Mur fermé et ouvert #45         | Acier peint                      | Place du portage, Gatineau                                                                                      |
| 1981  | Trans-Terre                     | Bronze                           | Pavillon de Génie, Informatique et Arts visuels, Université Concordia, Montréal (anciennement Téléglobe Canada) |
| 1982  | Vortex, rythme séquentiel no. 1 | Aluminium                        | Maison-Alcan, Montréal                                                                                          |
| 1984  | Vers la lumière                 | Gypse, éléments lumineux         | CHSLD Centre-Ville-de-Montréal, Montréal                                                                        |
| 1984  | Place de la Découverte          | Aluminium, pierre, béton         | Place de la Découverte, Gaspé                                                                                   |
| 1985  | Relief, négatif positif         | Acier inoxydable                 | Station de métro Côte-Vertu, Montréal                                                                           |
| 1989  | Alfred Rouleau                  | Bronze                           | Complexe Desjardins, Montréal                                                                                   |
| 2000  | Parvis et portail #22           | Aluminium, acier                 | Place de l'An-2000, Saint-Laurent                                                                               |

## Musées et collections publiques
- Carleton University Art Gallery
- Confederation Centre Art Gallery & Museum
- Corporation archiépiscopale Catholique Romaine de Sherbrooke
- Galerie de l'UQAM
- Musée d'art contemporain de Montréal
- Musée d'art de Joliette
- Musée de la civilisation[5]
- Musée de Lachine
- Musée des beaux-arts de Montréal
- Musée des Beaux-arts de Sherbrooke
- Musée des beaux-arts du Canada[6]
- Musée du Bas-Saint-Laurent
- Musée national des beaux-arts du Québec[7]